# 홍천강
홍천강(洪川江)은 강원특별자치도 홍천군 서석면 생곡리에서 발원하여 춘천시 남면에서 북한강으로 합류하는 강이다. 관광 명소로 유명하다. 2020년 1월 1일부터 국가하천으로 승격되었다.

## 발원지
이용수(2012)는 현지 답사를 통해 홍천강의 발원지를 홍천군 서석면 생곡리 미약골 960고지의 서쪽 능선으로 해발 925 m 지점, GPS 좌표 북위 37° 42′ 42″ 동경 128° 18′ 39″ / 북위 37.71167°  동경 128.31083° 로 결정하였다.
"강 이야기 2 - 홍천강 발원지 답사기" 《하천과 문화》8권 3호. 이용수(2012)가 홍천강의 발원지를 답사한 과정이 상세히 기록되어 있다. 